# Norman Bates
Norman Bates è un personaggio fittizio creato dallo scrittore Robert Bloch, protagonista del romanzo Psycho. È stato interpretato da Anthony Perkins nel film Psyco di Alfred Hitchcock; l'interpretazione di Perkins ha reso il personaggio un'icona e sembra essere alla base di molti miti che circolano sui serial killer. Bates è stato interpretato da Vince Vaughn nell'omonimo remake, diretto da Gus Van Sant nel 1998, e da Freddie Highmore nella serie televisiva Bates Motel del 2013.

## Caratteristiche
Ventisei anni, alto, educato, generoso, fragile, con modi estremamente gentili. A prima vista sembrerebbe il tipico giovane bravo, adorabile e magari un po' imbranato, con le sue insicurezze. Norman, tuttavia, nasconde un "lato oscuro" del quale egli stesso non è perfettamente consapevole: un'attrazione nei confronti del sesso femminile connotata da un sotterraneo senso di colpa e dai risvolti estremamente violenti determinato dal legame quasi morboso con la madre Norma che disprezza, ma di cui allo stesso tempo non può fare a meno. Ogni qualvolta compie i suoi delitti, Norman indossa abiti della mamma e si serve di un coltello da macellaio per uccidere le proprie vittime. Quando ritorna in sé si risveglia come da un sonno profondo senza alcun ricordo degli omicidi e, convinto che a commettere gli omicidi sia stata sua madre, occulta ogni prova per proteggerla. I corpi e le vetture delle vittime vengono gettati in una palude nelle vicinanze del motel.

## Biografia
La storia di Norman Bates viene raccontata in maniera dettagliata nel film  Psycho IV del 1990, ultimo della saga con Anthony Perkins. Durante l'infanzia subì abusi psicologici (e forse sessuali) da parte della madre. Lei, Norma, lo educò alla misoginia e ad amare soltanto lei. Norman e la madre vivevano assieme in uno stato di dipendenza emotiva a causa della morte del padre del bambino. Nonostante tutto, Norman era un tipo generoso, con modi estremamente gentili e un'aria da perfetto "bravo ragazzo", a prima vista sembrerebbe il tipo di adolescente un po' impacciato, con le insicurezze della sua età. Norman, tuttavia, nasconde un "lato oscuro" la quale egli stesso non si rende conto di avere: un'attrazione nei confronti del sesso femminile connotata da un sotterraneo senso di colpa e dai risvolti estremamente violenti determinato dal legame quasi morboso con la madre Norma.
Alla fine degli anni '40, la madre si fidanzò nuovamente e l'evento scatenò una forte gelosia in suo figlio. Il suo nuovo compagno convinse Norma a utilizzare il denaro del defunto marito per aprire un motel vicino a casa, il quale avrebbe dato sicurezza economica e un posto fisso sia a lei che a Norman.
L'inizio della nuova attività non fece che danneggiare la stabilità emotiva del giovane: Norma approfittò della devozione che suo figlio provava per lei rifilandogli ogni responsabilità. Norman giunse al limite della sopportazione quando sorprese sua madre e il suo compagno a letto insieme. Poche ore dopo, egli uccise entrambi somministrando loro tè freddo mescolato a un'abbondante dose di stricnina.
Passò poco tempo prima che in Norman riaffiorasse l'amore per sua madre. Per sopperire alla mancanza, trafugò il suo cadavere, lo imbalsamò e lo conservò segretamente nella sua camera da letto. Bates sviluppò una dissociazione della propria identità, acquisendo la personalità della madre e rimuovendo il ricordo della sua morte per sfuggire al rimorso di averla uccisa.
Bloch rappresentò le sue personalità in una forma stilistica di paronomasia: come Norman bambino, era sottomesso a sua madre; come Norma, si vestiva come sua madre, ne imitava la voce e uccideva chiunque s'intromettesse nel rapporto con suo figlio; come Norman adulto, era un normale gestore di motel.
Venne arrestato dopo l'omicidio di Mary Crane (chiamata Marion Crane nel film), giovane donna, e Milton Arbogast, un investigatore privato che la ricercava per furto. Bates venne giudicato mentalmente instabile e venne mandato in un istituto di cura, dove la personalità della madre prese il sopravvento.
Da qui in poi i film vanno in una direzione mentre i libri in un'altra. Nel sequel letterario di Bloch, Norman evade dal manicomio travestendosi da suora e si dirige ad Hollywood, dove stanno pensando di fare un film sulla sua vita, per poi venire ucciso. Nel terzo, una nota scrittrice compra casa Bates 10 anni dopo la morte di questi, per trovare l'ispirazione per scrivere una biografia sul serial killer. Una serie di omicidi la porta a domande anche fuori dal consono: Norman è davvero morto? E se fosse il suo fantasma? O quello di sua madre?

## Bates nei sequel
Dopo 22 anni dagli episodi precedenti Norman viene dato sano di mente quindi liberato. Lila Crane e sua figlia Lucy tenteranno di farlo ritornare il pazzo di una volta, per convincere le autorità ad arrestarlo, riuscendo nella loro impresa ma solo a metà: ciò costerà loro la vita e Norman non verrà arrestato, inoltre viene rivelato da sua zia, Emma Spool, che molti della famiglia Spool soffrivano di infermità mentale e lo convince che sia lei la sua vera madre. Spinto dalla rabbia che l'abbia lasciato con una donna crudele come Norma la ucciderà ma la imbalsamerà facendo tornare la sua personalità materna. Ritornato al suo lavoro di sempre si innamorerà di una ex-suora contraccambiato ma la sua malvagia personalità materna lo perseguiterà nonostante egli tenti disperatamente di liberarsene: nel climax finale, la povera ragazza morirà accidentalmente e Norman tornerà in prigione, non prima di "uccidere" definitivamente l'identità materna tornando ad essere solo se stesso. Alla fine di questo sequel verrà rivelato, che Emma era sua zia, e non sua madre come disse lei stessa, e uccise il padre di Norman non appena nacque il piccolo poiché lo riteneva suo figlio a causa della rivalità tra lei e Norma per l'amore di John. In manicomio si sposerà con una delle infermiere che lo porta ad una ritrovata stabilità mentale, tuttavia qualche anno dopo egli è inspiegabilmente di nuovo in libertà (forse clinicamente considerato guarito) e col falso nome di Ed racconterà la sua infanzia ad una stazione radiofonica. Quando scopre che sua moglie è incinta non vuole che un altro "mostro Bates" semini morte nel mondo e cercherà di ucciderla ma si pentirà del suo gesto affermando che: "Se avrà l'amore necessario non diverrà me". Alla fine Norman si libererà del disturbo dissociativo bruciando la sua vecchia casa (rischiando tuttavia di morire a causa delle sue allucinazioni), riuscendo così ad avere una vita normale. Norman proclama felicemente, "Sono libero", indicando che sua madre non perseguiterà mai più la sua mente e lo farà impazzire. Poi, le porte di legno della cantina della casa si chiudono sulla sedia a dondolo che continua a oscillare, a quel punto "Norma" urla che Norman la rilascerà prima che lo schermo si tocchi e si senta il suono di un pianto.

## Accoglienza
Bates è al secondo posto tra i 50 migliori cattivi del cinema (dopo Hannibal Lecter e prima di Dart Fener) nella lista scelta dall'American Film Institute nel giugno 2003.

## Ispirazione
Il personaggio di Norman Bates è ispirato alla figura di Ed Gein, che nel periodo tra il 1947 e il 1957 uccise due persone nella cittadina di Plainfield in Wisconsin, usandone i resti per fare delle suppellettili con cui ornare la propria casa. Bates prese da Ed Gein soprattutto la relazione psicologica fra lui e la madre. La sua figura viene ripresa anche in altri tre film: in Il silenzio degli innocenti dove è rappresentato nella figura di Jame Gumb (interpretato da Ted Levine), in Deranged - Il folle rappresentato dal Macellaio di Woodside Ezra Cobb (interpretato da Roberts Blossom) e in Non aprite quella porta (1974) dove è impersonato da Leatherface che altri non è che Gunnar Hansen.

## Romanzi
- Robert Bloch Psycho, 1959
- Robert Bloch Psycho II, 1980
- Robert Bloch Psycho House, 1990

## Filmografia

### Saga originale
- Psyco (Psycho, 1960), regia di Alfred Hitchcock, interpretato da Anthony Perkins
- Psycho II (Psycho II, 1983), regia di Richard Franklin, interpretato da Anthony Perkins
- Psycho III (Psycho III, 1986), regia e interpretazione di Anthony Perkins
- Psycho IV (Psycho IV: The Beginning, 1990) - Film TV, regia di Mick Garris, interpretato da Anthony Perkins

### Spin-off
- Il motel della paura (1987) - Film TV, regia di Richard Rothstein e interpretato da Kurt Paul

### Remake
- Psycho (1998), diretto da Gus Van Sant e interpretato da Vince Vaughn

### Serie televisiva
- Bates Motel (2013-2017) - Serie TV e prequel contemporaneo in cui Norman è interpretato da Freddie Highmore